# Системная динамика

Динамическая диаграмма «Вывод на рынок нового продукта»

Системная динамика — направление в изучении сложных систем, исследующее их поведение во времени и в зависимости от структуры элементов системы и взаимодействия между ними. В том числе: причинно-следственных связей, петель обратных связей, задержек реакции, влияния среды и других. Особое внимание уделяется компьютерному моделированию таких систем.

## История
Системная динамика была создана в середине 1950-х годов Джеем Форрестером из МТИ. Его первоначальной целью было применить научный и инженерный опыт к выяснению фундаментальных причин успеха и провала корпораций. Возникновение идей, приведших к созданию системной динамики, было спровоцировано его сотрудничеством с компанией General Electric в течение 1950-х. В то время менеджеры GE были озадачены колебаниями числа рабочих на одном из заводов в Кентукки, период которых составлял три года. Бизнес-циклы были признаны недостаточным объяснением этих колебаний. Путём ручного просчета структурной модели завода, включавшей организационную модель принятия решений о найме и увольнении работников, Форрестер сумел показать, что нестабильность числа рабочих была вызвана внутренней структурой фирмы и не была обусловлена никакими внешними факторами, такими как бизнес-циклы. Эта работа послужила началом системной динамики.
В течение конца 1950-х и начала 1960-х Форрестер с командой аспирантов продвинул системную динамику от ручных вычислений до формального компьютерного моделирования. Весной 1958 Ричард Беннет создал первый язык моделирования методом системной динамики, названный им SIMPLE (Simulation of Industrial Management Problems with Lots of Equations, или Моделирование Проблем Промышленного Менеджмента Совокупностью Уравнений). В 1959 Филлис Фокс и Александр Пух написали первую версию DYNAMO (DYNAmic MOdels), улучшенную версию SIMPLE, вследствие чего язык системной динамики стал промышленным стандартом на следующие тридцать лет. В 1961 году Форрестер опубликовал первую, ставшую классической, книгу «Индустриальная динамика».
До конца 1960-х системная динамика применялась исключительно к корпоративно-управленческим проблемам. Однако в 1968 году произошла встреча Форрестера с Джоном Коллинзом, бывшим мэром Бостона, в результате чего была написана книга «Динамика города», раскрывающая применение метода к моделированию города как динамической системы.
Вскоре после этого возникла ещё одна область применения системной динамики. В 1970 года Форрестер был приглашен на встречу Римского клуба в Берне, Швейцария. Римский клуб — организация, деятельность которой заключается в прогнозировании путей развития человечества и выявлении возможных кризисных ситуаций, к примеру глобального кризиса, вызванного ограниченными ресурсами Земли в сочетании с экспоненциально растущим населением. На этой встрече Форрестеру был задан вопрос о возможности применения системной динамики к моделированию человечества. Его ответ, естественно, был положительным. В самолете, на пути домой, Форрестер набросал первую схему модели мировой социо-экономической системы. Эту модель он назвал WORLD1. По возвращении в США Форрестер доработал эту модель к визиту членов Римского клуба в МТИ. Последняя модель, описанная в книге «Мировая динамика», известна как WORLD2.

## Элементы модели
Системно-динамическая модель состоит из набора абстрактных элементов, представляющих некие свойства моделируемой системы. Выделяются следующие типы элементов:
- Уровни — характеризуют накопленные значения величин внутри системы. Это могут быть товары на складе, товары в пути, банковская наличность, производственные площади, численность работающих. Уровни применимы не только к физическим величинам. Например, уровень осведомленности существенен при принятии решения. Уровни удовлетворения, оптимизма и негативных ожиданий влияют на экономическое поведение. Уровни представляют собой значения переменных, накопленные в результате разности между входящими и исходящими потоками. На диаграммах изображаются прямоугольниками.
- Потоки — скорости изменения уровней. Например, потоки материалов, заказов, денежных средств, рабочей силы, оборудования, информации. Изображаются сплошными стрелками.
- Функции решений (вентили) — функции зависимости потоков от уровней. Функция решения может иметь форму простого уравнения, определяющего реакцию потока на состояние одного или двух уровней. Например, производительность транспортной системы может быть выражена количеством товаров в пути (уровень) и константой (запаздывание на время транспортировки). Более сложный пример: решение о найме рабочих может быть связано с уровнями имеющейся рабочей силы, среднего темпа поступления заказов, числа работников, проходящих курс обучения, числа вновь принятых работников, задолженности по невыполненным заказам, уровня запасов, наличия оборудования и материалов. Изображаются двумя треугольниками в виде бабочки.
- Каналы информации, соединяющие вентили с уровнями. Изображаются штриховыми стрелками.
- Линии задержки (запаздывания) — служат для имитации задержки потоков. Характеризуются параметрами среднего запаздывания и типом неустановившейся реакции. Второй параметр характеризует отклик элемента на изменение входного сигнала. Разные типы линий задержки имеют различный динамический отклик.
- Вспомогательные переменные — располагаются в каналах информации между уровнями и функциями решений и определяют некоторую функцию. Изображаются кружком.

## Принципы построения моделей
Социально-экономическая система может быть описана множеством системно-динамических моделей. Выбор факторов, подлежащих включению в модель, обусловлен теми вопросами, на которые должен быть дан ответ. Однако, в общем случае нельзя ограничивать базу построения модели какой-либо узкой научной дисциплиной. Следует включать в модель технические, правовые, организационные, экономические, психологические, трудовые, денежные и исторические факторы. Все они должны найти своё место при определении взаимодействия элементов системы. Любой фактор может оказывать решающее влияние на поведение системы.
Как правило, наиболее важные модели, отвечающие запросам управления, включают от 30 до 3000 переменных. Нижний предел близок к тому минимуму, который отражает основные типы поведения системы, интересующие тех, кто принимает решения. Верхний предел ограничивается нашими возможностями восприятия системы и всех её взаимосвязей.
Следует уделять особое внимание таким аспектам исследуемой системы, как:
- временны́е зависимости,
- усиление,
- искажение информации.

При построении модели её переменные должны соответствовать переменным моделируемой системы и измеряться в тех же единицах. К примеру, потоки товаров должны измеряться натуральными, а не денежными единицами. Потоки денежных средств рассматриваются отдельно. Товарные и денежные показатели связываются ценами. Нельзя представлять товары в виде соответствующих денежных сумм, иначе не будет учтено значение цен и тот факт, что движение денег не синхронно движению товаров. Заказы на товары не есть товары, отгруженные товары не равнозначны счетам к оплате, а последние не равнозначны денежным средствам.
В модели экономической системы следует использовать фактические цены, а не приведенные или индексированные. Фактические цены и их колебания вызывают важные психологические последствия, например при установлении величины заработной платы.
Системно-динамическая модель не обязательно должна быть устойчивой. Среди существующих социально-экономических систем некоторые неустойчивы в математическом понимании. Они не стремятся к состоянию равновесия даже при отсутствии внешних возмущений. Социальные системы в высшей степени нелинейны и большую часть времени противодействуют ограничениям, связанным с недостатком рабочей силы, сокращением денежных ресурсов, преодолением инфляции, спадом деловой активности, недостатком средств производства.